# 中芳養
中芳養（なかはや）は、和歌山県田辺市の町丁。2020年3月末現在の人口は1,868人。郵便番号は646-0057。本項ではかつて同区域に存在した西牟婁郡中芳養村（なかはやむら）についても記す。

## 地理
田辺市の北西端、芳養川の中流域にあたる。南・東で芳養町、東で上芳養、北で日高郡みなべ町東本庄、西で同町晩稲・熊岡・埴田に接する。和歌山県道199号芳養清川線が芳養川に沿って南北に縦断し、北端部で和歌山県道200号中芳養南部線がみなべ町方面へ分岐する。また、和歌山県道35号上富田南部線が中部を東西に横断するほか、南西部を阪和自動車道が通過する。

### 河川
- 芳養川
- 小畔川

## 歴史
- 幕末 - 牟婁郡小野村（現・田辺市中芳養）・林村・田尻村・西野々村・平野村が存在。「旧高旧領取調帳」の記載によると紀州藩附家老安藤氏領。
- 慶応4年1月24日（1868年2月17日） - 安藤氏領が立藩して田辺藩領となる。
- 明治4年7月14日（1871年8月29日） - 廃藩置県により田辺県の管轄となる。
- 明治4年11月22日（1872年1月2日） - 和歌山県の管轄となる。
- 1879年（明治12年）1月20日 - 所属郡が西牟婁郡に変更。この年、小野村・林村・田尻村・西野々村・平野村が合併して中芳養村となる。
- 1889年（明治22年）4月1日 - 町村制の施行により、近世以来の中芳養村が単独で自治体を形成。
- 1956年（昭和31年）9月30日 - 中芳養村が上芳養村・秋津川村・上秋津村・三栖村・長野村と合併して牟婁町が発足。同町の大字となる。
- 1964年（昭和39年）10月15日 - 牟婁町が田辺市に編入。同市の大字となる。

## 交通

### バス
龍神自動車
- 上芳養線
  - 本社・あけぼの - 紀南病院 - 紀伊田辺 - 芳養駅 - 上小恒

### 道路
- 阪和自動車道
- 和歌山県道35号上富田南部線
- 和歌山県道199号芳養清川線
- 和歌山県道200号中芳養南部線

## 施設
- 田辺市立中芳養中学校
- 田辺市立中芳養小学校
- 田辺市立中芳養幼稚園
- 中芳養簡易郵便局「一時閉鎖中」
- 中芳養団地
- 瑞光寺
- 泉養寺
- 本願寺
- 薬師寺
- 八幡神社